# Alfred Buckowitz
Alfred Buckowitz (* 25. Januar 1888; † 1966) war ein deutscher Schriftsteller und Tierpsychologe, der in Rostock gelebt hat. Er wurde vor allem bekannt durch seine Tiergeschichten.

## Leben
Alfred Buckowitz wuchs zunächst neben dem Berliner Zoo auf. In Freiburg studierte er Landwirtschaft, Volkswirtschaft und Zoologie. Im Ersten Weltkrieg diente er als Soldat. Später war als Gutsinspektor in West- und Ostpreußen tätig.
1919 erwarb er das Haus „Forsteck“ in Kühlungsborn. Seine Ehefrau und die gemeinsame Tochter Ilse betrieben hier später ein Kinderheim. Beide Frauen wurden 1953 als Opfer der Aktion Rose der sozialistischen DDR-Regierung wegen angeblicher Wirtschaftsverbrechen inhaftiert.
Etwa im Alter von 60 begann er seine Erlebnisse mit zahmen und wilden Tieren aufzuschreiben. Noch im fortgeschrittenen Alter hielt er mehr als 350 Vorträge in Rostocker Schulen sowie in Sachsen und Thüringen. In seinen letzten Jahren war er erblindet. Für seine Arbeit als Schriftsteller hatte er eine Assistentin, die ihn besonders beim Schreiben seiner Geschichten und von Post unterstützte.
Alfred Buckowitz wurde auf dem Neuen Friedhof in Rostock beigesetzt.

## Bücher
- Tiere, die mir Freunde waren. Petermänken, Schwerin 1949.
- Tiere und ich, Erlebnisse mit wilden und zahmen Tieren. Petermänken, Schwerin 1961.
- Überraschungen mit Tieren, Erlebnisse mit wilden und zahmen Tieren. Petermänken, Schwerin 1956.